# Gurcz
Gurcz (niem. Gutsch) – wieś w Polsce położona w województwie pomorskim, w powiecie kwidzyńskim, w gminie Kwidzyn przy drodze wojewódzkiej nr 607.
W latach 1975–1998 miejscowość administracyjnie należała do województwa elbląskiego.
W ramach hitlerowskiej akcji germanizacyjnej w 1938 historyczna nazwa wsi – Gutsch – zmieniona została na Zandersfelde.